# Klara Bornett
Klara Bornett   (1899 - valor desconegut) va ser una saltadora austríaca que va competir a durant la dècada de 1920.
Va disputar els Jocs Olímpics de 1924, a París, i de 1928, a Amsterdam. En ells fou sisena i novena respectivament en la prova del salt de trampolí de metre del programa de salts.
El 1927 guanyà la medalla d'or en la prova de trampolí de 3 metres als Campionats d'Europa de Bolonya.